# Фостій Марія Йосипівна
Марія Йосипівна Фостій (нар. 21 червня 1924, село Фастівці, тепер Бахмацького району Чернігівської області — листопад 1996, село Фастівці Бахмацького району Чернігівської області) — українська радянська діячка, заступник директора Завалівської середньої школи Бережанського району Тернопільської області. Депутат Верховної Ради УРСР 8—9-го скликань.

## Біографія
У 1939 році закінчила Фастівецьку семирічну школу Чернігівської області. У 1944 році закінчила Прилуцьку педагогічну школу Чернігівської області.
У 1944—1948 роках — вчитель української мови та літератури Мозолівської семирічної школи Підгаєцького району Тернопільської області.
У 1948—1952 роках — директор Угринівської семирічної школи Підгаєцького району Тернопільської області.
У 1953 році закінчила Кременецький учительський інститут.
У 1953—1981 роках — вчитель української мови та літератури, заступник директора з навчально-виховної роботи (з листопада 1954 р.) Завалівської середньої школи Підгаєцького (потім — Бережанського) району Тернопільської області.
У 1957 році закінчила Рівненський державний педагогічний інститут.
З 1981 року — на пенсії у селі Фастівці Бахмацького району Чернігівської області.

## Нагороди
- орден Трудового Червоного Прапора (1967)
- медалі
- заслужений вчитель Української РСР (1966)